# Fourmetot
Fourmetot est une ancienne commune française située dans le département de l'Eure en région Normandie. Depuis le 1er janvier 2019, elle est une commune déléguée du Perrey.

## Géographie

### Localisation
Fourmetot est une commune du nord-ouest du département de l'Eure en région Normandie. Située dans la région naturelle du Roumois, elle occupe un territoire compris entre la vallée de la Risle, le Marais-Vernier et la Seine.
| Saint-Ouen-des-Champs, Saint-Thurien | Trouville-la-Haule | Bourneville-Sainte-Croix (comm. dél. de Bourneville) |
|                                      | Fourmetot          | Valletot                                             |
| Manneville-sur-Risle                 |                    | Corneville-sur-Risle                                 |

### Milieux naturels et biodiversité
La commune fait partie du parc naturel régional des Boucles de la Seine normande.

## Toponymie
Le nom de la localité est mentionné en tant que Formetot (M. R. et p. d’Eudes Rigaud) au XIIIe siècle, Fourmentot en 1754 (Dictionnaire des postes), Fermetot et Fremetot en 1828 (L. Dubois). 
Il s'agit d'une formation toponymique médiévale en -tot, appellatif toponymique issu du vieux norrois topt, toft « emplacement, établissement, ferme » resté -toft en Grande-Bretagne et au Danemark, devenu -tótt en Islande. Il est fréquent dans le Roumois : Routot, Colletot, etc.
Le premier élément Fourm- parait représenter un anthroponyme, peut-être Formald[us], qui est rarement attesté à époque ancienne. L’effacement du second élément d'un anthroponyme composé (ici -ald) est récurrente dans la toponymie normande, notamment dans les noms de lieux attestés seulement à partir du XIIe siècle. -ald a pu se réduire à -o avant de s'effacer. Formald est par métathèse de [r] une variante du nom de personne germanique occidental Frumwald qui a donné également Fromolt, nom qui s'accorde sans doute mieux avec les formes de Fort-Moville (Formovile 1205) situé à 14 km et qui repose vraisemblablement sur le même nom de personne. -olt a pu se réduire à -o avant de s'effacer en -e. Par ailleurs, on note en vieux suédois l'utilisation du nom de personne germanique sous la forme Fromhold qui convient aussi.
Il existait aussi un nom de lieu Formetuit à 6 km, ancien nom de Saint-Laurent à Corneville-sur-Risle (Capellam S. Laurentii, vulgo de Formetuit en 1147, combiné à l'élément -tuit, appellatif issu du vieux norrois þveit « essart »). Il s'agit sans doute du même personnage, comme dans les lieux voisins Appeville-Annebault, Aptot et Aptuit (parfois écrit à tort Aptuy), basé sur un Scandinave nommé Api. 
Lilletot est attesté sous la forme Licteltot vers 1055, formé avec le scandinave topt, toft comme le précédent, précédé de l'adjectif littil « petit » que l'on rencontre également dans Lillebec, ancien nom d'un petit ruisseau, sur la commune de Pont-Audemer.
Les communes de Fourmetot et de Lilletot ont été réunies le 22 juillet 1843 pour ne former que l'unique commune de Fourmetot avec ses hameaux dénommés : le Chouquet (« la petite souche »), la Barre (« la barrière »), le Hameau Thomas, le Hamel (« le hameau »).

## Histoire
Les principales généralités historiques sont les suivantes :
La terre fut donnée au XIe siècle à l'abbaye Saint-Pierre de Préaux, peut-être à la suite d'une donation des descendants de ce Formaldus.
On trouvait en 1833, 2 cabaretiers, 1 épicier, 1 cordonnier, 2 maréchaux, 3 tisserands, 4 maçons, 6 charpentiers, 3 menuisiers, 4 couvreurs, 3 charrons et 12 mendiants…
Possède des vestiges préhistoriques et antiques.
Passage de la voie romaine Aizier - Pont-Audemer.
En 1843, la commune de Lilletot est absorbée.
Le 1er janvier 2019, elle fusionne avec Saint-Thurien et Saint-Ouen-des-Champs pour constituer la commune nouvelle du Perrey dont la création est actée par un arrêté préfectoral du 21 décembre 2018.

## Politique et administration
| Période                                  | Période  | Identité     | Étiquette | Qualité       |
| ---------------------------------------- | -------- | ------------ | --------- | ------------- |
| janvier 2019                             | En cours | Daniel Bussy | LR        | Fonctionnaire |
| Les données manquantes sont à compléter. |          |              |           |               |

| Période                                  | Période       | Identité     | Étiquette | Qualité       |
| ---------------------------------------- | ------------- | ------------ | --------- | ------------- |
| mars 2001                                | décembre 2018 | Daniel Bussy | UMP-LR    | Fonctionnaire |
| Les données manquantes sont à compléter. |               |              |           |               |

## Population et société

### Démographie
L'évolution du nombre d'habitants est connue à travers les recensements de la population effectués dans la commune depuis 1793. Pour les communes de moins de 10 000 habitants, une enquête de recensement portant sur toute la population est réalisée tous les cinq ans, les populations de référence des années intermédiaires étant quant à elles estimées par interpolation ou extrapolation. Pour la commune, le premier recensement exhaustif entrant dans le cadre du nouveau dispositif a été réalisé en 2005.

En 2016, la commune comptait 685 habitants, en évolution de +8,39 % par rapport à 2010 (Eure : −0,25 %, France hors Mayotte : +2,11 %).
| 1793 | 1800 | 1806 | 1821 | 1831 | 1836 | 1841 | 1846 | 1851 |
| ---- | ---- | ---- | ---- | ---- | ---- | ---- | ---- | ---- |
| 715  | 675  | 684  | 626  | 666  | 657  | 645  | 700  | 693  |

| 1856 | 1861 | 1866 | 1872 | 1876 | 1881 | 1886 | 1891 | 1896 |
| ---- | ---- | ---- | ---- | ---- | ---- | ---- | ---- | ---- |
| 646  | 652  | 647  | 604  | 546  | 515  | 505  | 483  | 458  |

| 1901 | 1906 | 1911 | 1921 | 1926 | 1931 | 1936 | 1946 | 1954 |
| ---- | ---- | ---- | ---- | ---- | ---- | ---- | ---- | ---- |
| 435  | 436  | 410  | 402  | 417  | 378  | 421  | 432  | 411  |

| 1962 | 1968 | 1975 | 1982 | 1990 | 1999 | 2005 | 2006 | 2010 |
| ---- | ---- | ---- | ---- | ---- | ---- | ---- | ---- | ---- |
| 441  | 384  | 386  | 434  | 520  | 552  | 643  | 645  | 632  |

| 2015 | 2016 | - | - | - | - | - | - | - |
| ---- | ---- | - | - | - | - | - | - | - |
| 682  | 685  | - | - | - | - | - | - | - |

## Culture locale et patrimoine

### Lieux et monuments
La commune de Fourmetot compte un édifice inscrit au titre des monuments historiques :
- L'église Notre-Dame, édifice  Inscrit MH (1932)[14]. Elle offre un mélange de roman et de gothique (tour romane). Ce furent les ducs de Normandie et, après eux, les rois de France qui eurent le patronage de l'église.

Église Notre-Dame
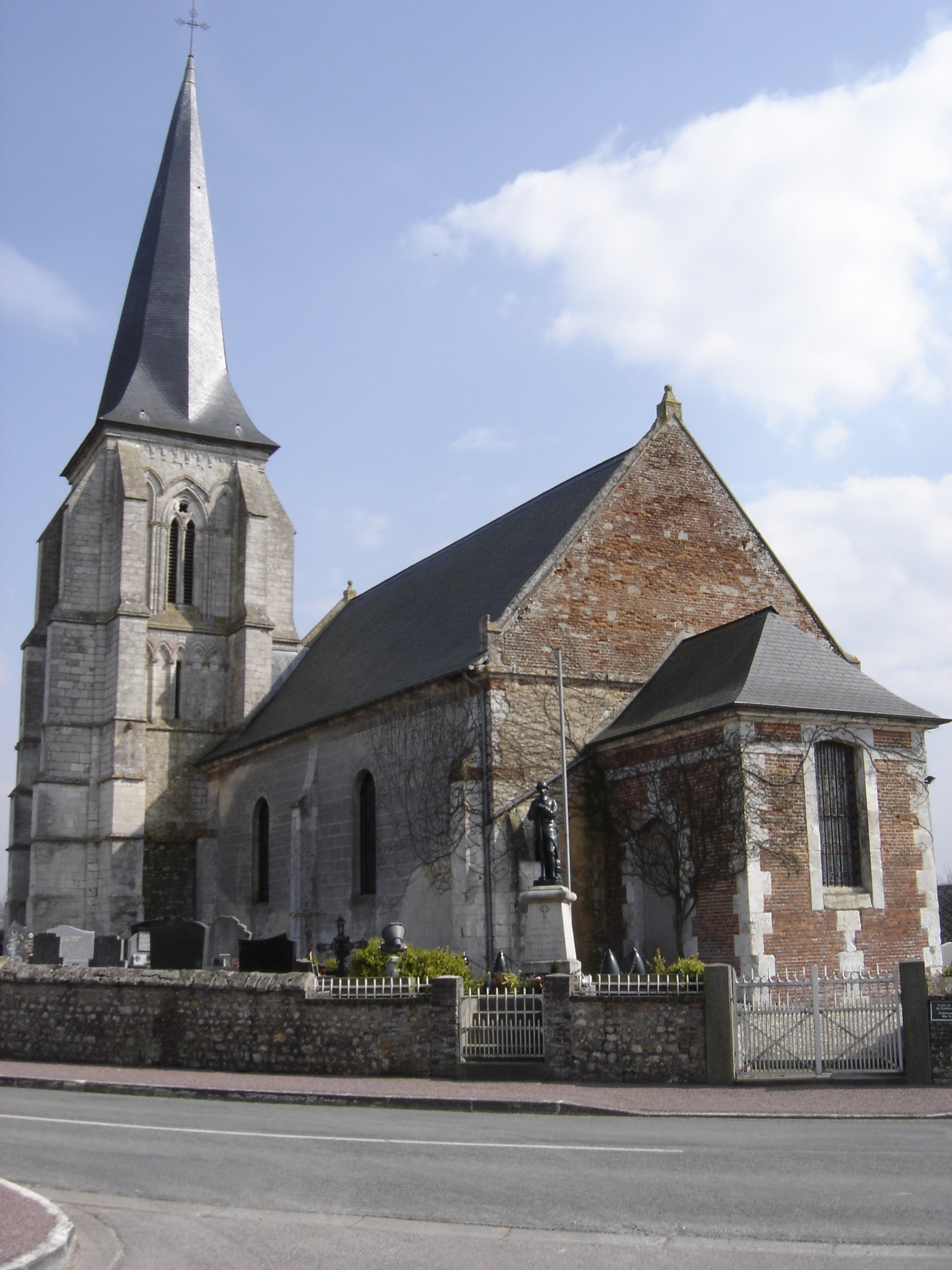
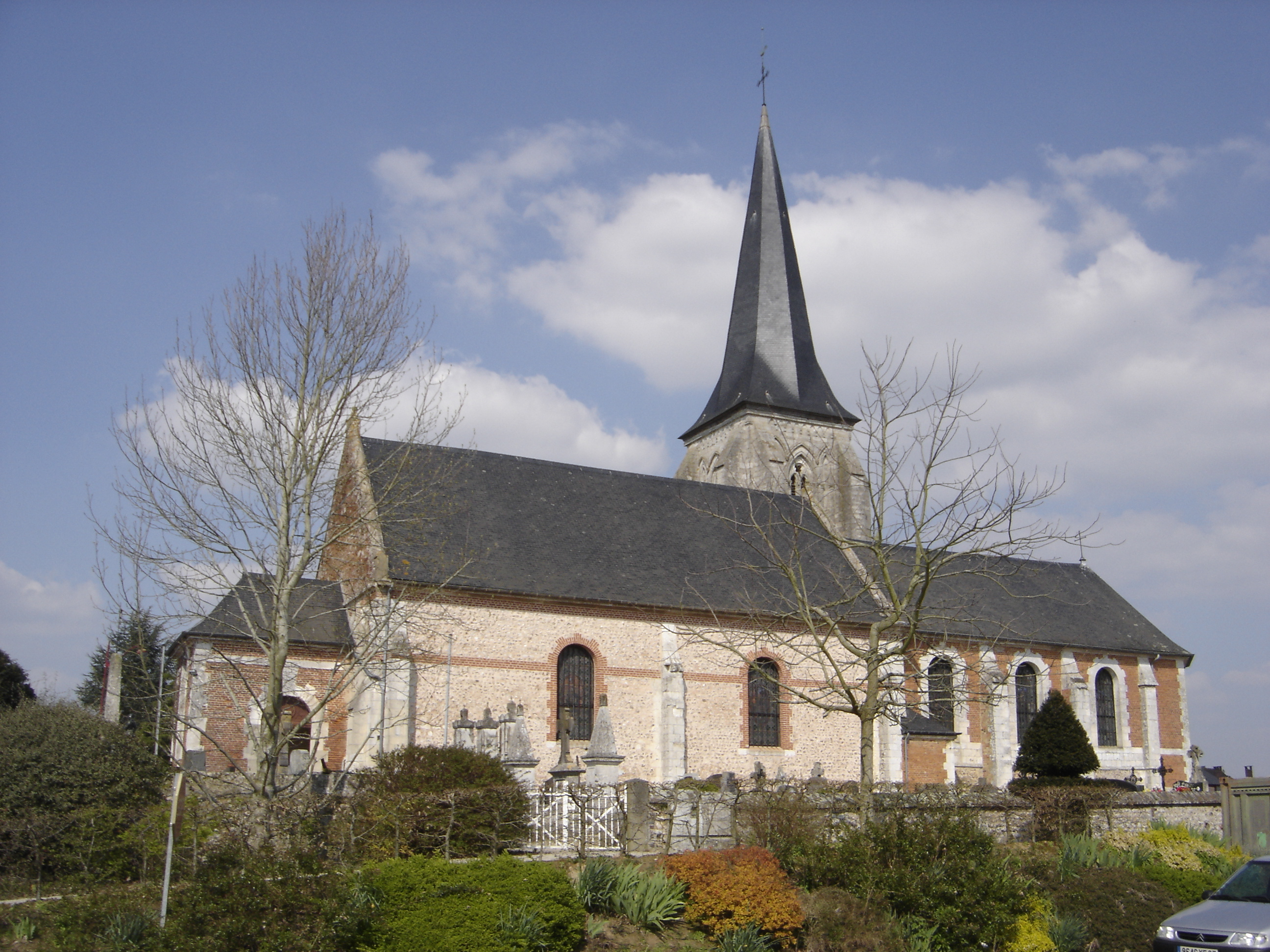
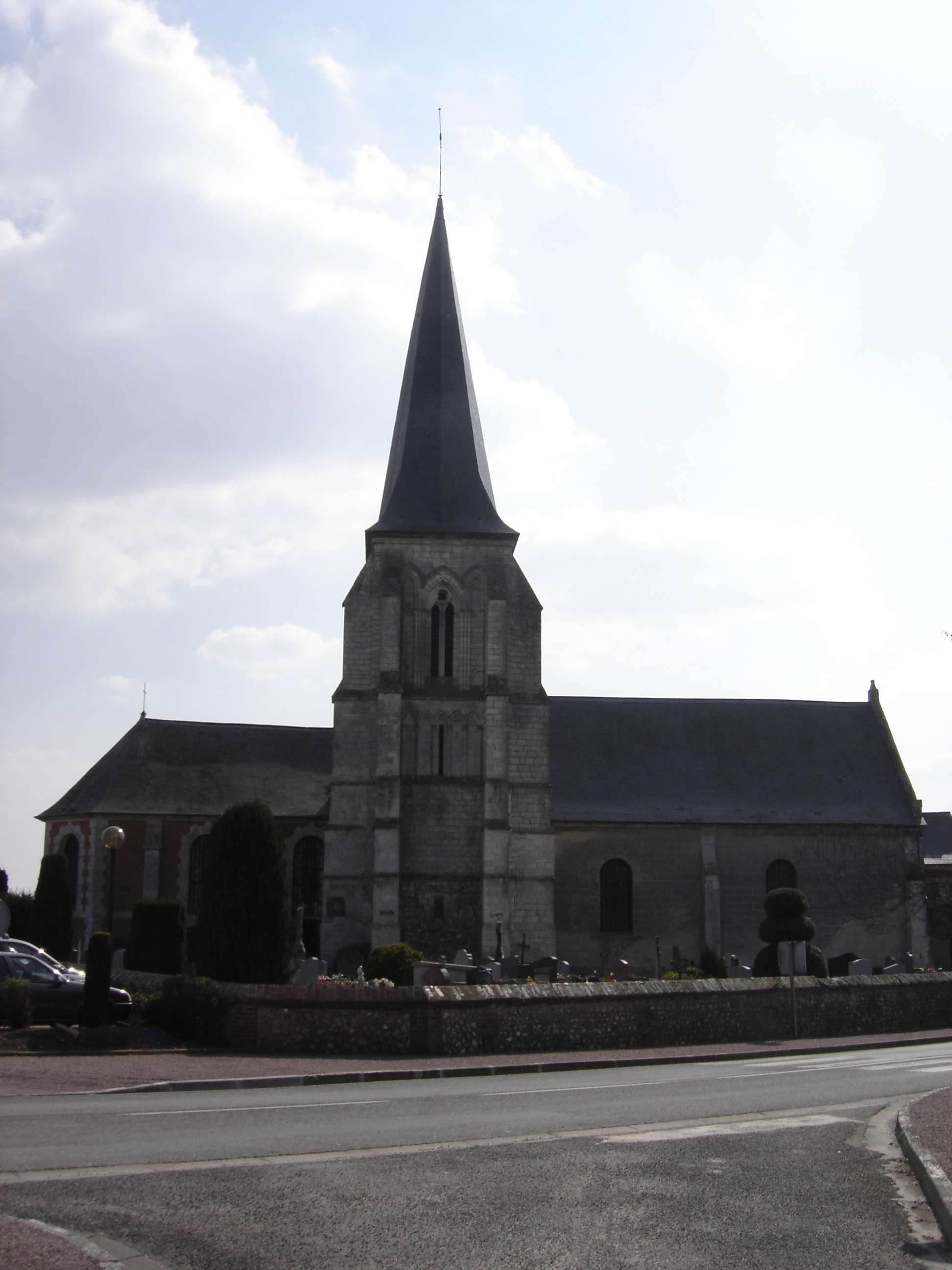

Autres édifices :
- Château du Hamel (XVIe siècle) ;
- Manoir de la Croisée - porche sur la V.C.ll XVIIe siècle (l640) ;
- Ferme de l'Épinay (XIe siècle) ;

- Église Saint-André de Lilletot ;

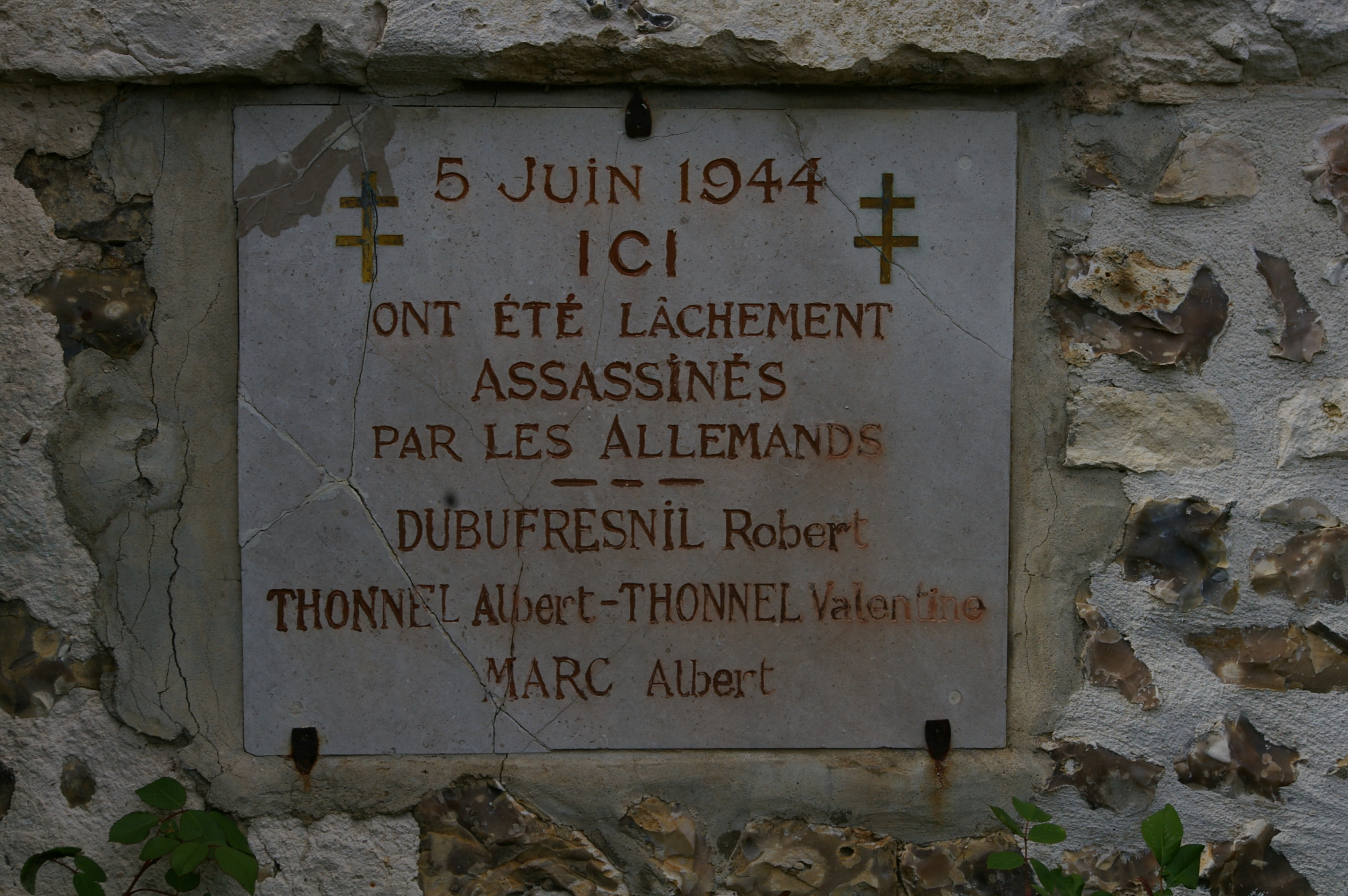
Plaque commémorative ferme de l'Épinay.

- Maison du pain - four à pain encore en activité en 2004.
- Le monument aux morts, situé dans le cimetière, à côté de l'église Notre-Dame. Il est surmonté de la statue du Poilu au repos, réalisée en série par Étienne Camus.

### Patrimoine naturel

#### Parc naturel
- Parc naturel régional des Boucles de la Seine normande[15].

#### ZNIEFF de type 1
- La cavité de la Béranguerie[16].

#### ZNIEFF de type 2
- La vallée de la Risle de Brionne à Pont-Audemer, la forêt de Montfort[17].

### Personnalités liées à la commune
- Alexis Vastine, boxeur 64 kg poids super-léger, médaillé de bronze aux Jeux olympiques de Pékin en 2008